# Петров, Александр Петрович (футболист)
Александр Петрович Петров (укр. Олександр Петрович Петров, 6 января 1962, Тирасполь — 18 декабря 2014) — советский и украинский футболист, полузащитник.

## Биография
Александр Петров родился 6 января 1952 года в городе Тирасполь Молдавской ССР (сейчас в Приднестровье).
Занимался футболом в Бендерах. Играл на позиции полузащитника.
В 1980—1981 годах выступал за клубную команду «Подолья» из Хмельницкого. В 1981 году провёл 3 матча в союзной второй лиге за команду мастеров «Подолья».
В 1982 году выступал за «Урожай» из Единцев, выступавший в республиканских соревнованиях Молдавской ССР.
В сезоне-1993/94 играл в любительском чемпионате Украины за «Цементник» из Каменец-Подольского, провёл 4 матча. По ходу того же сезона провёл 2 поединка в чемпионате Молдавии за «Вилию» из Бричан.
Затем снова выступал в любительском чемпионате Украины: в сезоне-1994/95 провёл 21 матч за «Энергетик» из Нетешина, в сезоне-1997/98 — 6 матчей за «Ниву-Текстильщик» из Дунаевцев.
В 1996 году тренировал «Ратушу» из Шепетовки, став последним наставником команды перед расформированием.
Умер 18 декабря 2014 года.